# NGC 2116
NGC 2116 (другое обозначение — ESO 57-SC38) — рассеянное скопление в созвездии Золотой Рыбы, расположенное в Большом Магеллановом Облаке. Открыто Джеймсом Данлопом в 1826 году. Скопление сплюснуто относительно сферической формы на 23 %. Его возраст составляет 30—70 миллионов лет.
Этот объект входит в число перечисленных в оригинальной редакции «Нового общего каталога».